# Testszenario
Ein Testszenario ist eine (logische und chronologische) Kombination mehrerer Testfälle mit dem Zweck, einen komplexen Sachverhalt zu überprüfen. Idealerweise hat ein Testszenario folgende Merkmale: (a) Es ist eine Geschichte, die (b) motiviert, (c) glaubwürdig erscheint, (d) komplex ist und (e) leicht überprüft werden kann.
Der Begriff Testszenario wird im Bereich des Softwaretestens verwendet.
Beim anwendungsfallbasierten Test wird untersucht, welche Systemfunktionen für den Anwender im Blickpunkt stehen und welche Aktionen er dabei typischerweise ausführt.
Dafür werden Anwendungsfälle in typischer Häufigkeit identifiziert.
Aus diesen Aktionsmustern lassen sich Testszenarien ableiten. Anhand der Häufigkeit, mit der die entsprechenden Aktionen im späteren Betrieb der Software ausgelöst werden, ermittelt der Tester, wie wichtig das Testszenario ist und mit welcher Priorität es in den Testplan übernommen wird.